# W Series
W Series – kobieca seria wyścigów samochodowych rozgrywana według przepisów Formuły 3 z udziałem mężczyzn.  Zawody zadebiutowały w 2019 roku i towarzyszyły one wyścigom męskim Formuły 3 i DTM. W 2021 federacja W Series podpisała długoterminową umowę z federacją Formuły 1, według której osiem wyścigów tej serii musi odbywać się jako towarzyszących Grand Prix Formuły 1.

## Historia
Informacja o utworzeniu serii wyścigowej przeznaczonej wyłącznie dla kobiet pojawiła się 10 października 2018 roku. Dyrektorem generalnym serii została Catherine Bond Muir, a inicjatywę poparli m.in. David Coulthard oraz Adrian Newey. Powstanie serii wiąże się, zdaniem jej inicjatorów, ze zbyt małą liczbą kobiet rywalizujących na profesjonalnym poziomie, a także brakiem sponsorów.

## Format
Pierwszy sezon W Series składał się z sześciu rund, z czego wszystkie odbywały się na europejskich torach. Każdy wyścig trwał 30 minut. Używane były w nich samochody Tatuus T-318 z silnikami o pojemności 1,8 litra. Rywalizowało w nich maksimum 20 kierowców, wyłonionych w specjalnym programie kwalifikacji, w którym sędziami byli David Coulthard, Adrian Newey i Dave Ryan. Pula nagród wyniosła półtora miliona dolarów, a mistrzyni otrzymała jedną trzecią tej kwoty. 
W 2020 z powodu pandemii koronawirusa sezon został odwołany.

## Regulacje

### Samochód
Tatuus T-318 na bazie Formuły 3 Nadwozie: konstrukcja z kompozytu włókna węglowego Zawieszenie: z włókna węglowego
Silnik: turbodoładowany, R4 1,8l, 270 KM Skrzynia biegów: półautomatyczna, 6 w przód + 1 w tył Zbiornik paliwa:45,5 l
Waga: 565 kg Długość: 2,900 mm Koła: 13-calowe Opony: Hankook

## Mistrzynie
| Sezon | Mistrzyni      | Pole position | Zwycięstwa | Podium   | Najszybsze okrążenia | Punkty   | Źródło   |          |
| ----- | -------------- | ------------- | ---------- | -------- | -------------------- | -------- | -------- | -------- |
| 2019  | Jamie Chadwick | 3             | 2          | 5        | 0                    | 110      | [ 3 ]    |          |
| 2020  | odwołano       | odwołano      | odwołano   | odwołano | odwołano             | odwołano | odwołano | odwołano |
| 2021  | Jamie Chadwick | 4             | 4          | 7        | 3                    | 159      | [ 4 ]    |          |

## Prawa transmisyjne w Polsce
Na rynku polskim wyłączne prawa do transmisji zawodów z cyklu W Series na lata 2021-2023 posiada platforma streamingowa Viaplay Polska. 